# Cartoni animali
Cartoni animali è l'EP di debutto dei Pinguini Tattici Nucleari, pubblicato nel 2012.

## Tracce
Testi e musiche di Riccardo Zanotti e Francesco Bernuzzi.
1. Autostima (Intro) – 0:07
2. Giovanni Muciaccia orribilmente mutilato con forbici dalla punta arrotondata – 4:55
3. Il paradiso degli orsi gay – 5:54
4. Il volo – 4:26
5. La canzone della sula – 3:01
6. Scooby Doo Love Song – 3:23

## Formazione
- Francesco Bernuzzi – voce
- Claudio Cuter – chitarra
- Cristiano Marchesi  – basso
- Lorenzo Pasini – chitarra
- Riccardo Zanotti – batteria e voce